# Kemény motorosok
A Kemény motorosok (eredeti cím: Sons of Anarchy) amerikai televíziós drámasorozat, amelyet Kurt Sutter készít, és egy szorosan összetartó, törvényen kívüli motoros banda tagjainak életéről szól. A történet Charmingban, egy fiktív észak-kaliforniai városban játszódik, főszereplője Jackson „Jax” Teller (Charlie Hunnam), a motorklub alelnöke, aki kezdi megkérdőjelezni a klub és a saját tetteit.
A Kemény motorosok 2008. szeptember 3-án debütált az amerikai FX kábeltelevíziós csatornán. A második évad 2009. szeptember 8-án, míg a harmadik évad 2010. szeptember 7-én indult. Magyarországon először a Cool TV mutatta be 2012. április 15-én majd 2013. szeptember 6-án az RTL Klub, az 5. évadtól kezdve pedig az magyar AMC adta. A sorozat harmadik évada 4,9 millió nézőt vonzott a képernyők elé hetente, ezzel az FX valaha volt legnézettebb sorozatává vált, felülmúlva a csatorna olyan nagyszabású produkcióit, mint a The Shield – Kemény zsaruk (The Shield), Kés/Alatt és a Ments meg!. 2010. október 7-én a csatorna megrendelte a Kemény motorosok negyedik évadját, melyet 2011-ben sugároztak. Az 5. évad premierje 2012. szeptember 11-én volt, a 6. évad 2013. szeptember 10-én debütált. Az utolsó, 7. évad első epizódját 2014. szeptember 9-én mutatták be.

## Cselekmény
A Sons of Anarchy (SOA) egy motoros klub sok kisebb társklubbal az Amerikai Egyesült Államok területén és azon is túl. A műsor az eredeti, alapító klubra összpontosít, melynek teljes neve „Sons Of Anarchy Motorcycle Club, Redwood Original”, de gyakran említik SAMCRO-ként, illetve Sam Crow-ként. Ez a becenév tükröződik a sorozat eredeti címében is, mely Forever Sam Crow volt. A redwoodi klub székhelye Charming-ban, Kaliforniában van, a Teller-Morrow autószerelő üzlet szomszédságában levő klubházban. Clay Morrow elnök vezetése alatt a fegyverekkel kereskedő klub védelmezi és irányítja Charmingot, szoros közösségi kapcsolatok (köztük a hatóság hallgatólagos beleegyezése), vesztegetés és erőszakos megfélemlítés által. A korai évadokban különösen érzékenyen ügyelnek arra, hogy a kemény drogokat és azok alvilági terjesztőit távol tartsák a kisvárostól.

### Első évad (2008)
Jax drogfüggő exfelesége, Wendy (Drea de Matteo) terhesen túladagolja magát kábítószerrel. A gyermek, Abel megszületik, de a vártnál tíz héttel korábban és válságos állapotban van. Jax rátalál apjának, a SAMCRO klub már elhunyt korábbi vezetőjének régi írására, melyben a klubbal kapcsolatos reményeit és aggályait fejti ki. Jax-nek ez komoly dilemmát okoz, mert ellenzi azt az irányt, amely felé a klub jelenleg tart. Anyja, Gemma (Katey Sagal) meglátogatja a kórházban Wendyt és megfenyegeti, hogy megöli, ha megpróbálja megszerezni a gyermek felügyeleti jogát. Gemma szerint Abel sosem fogja anyjának nevezni a drogos Wendyt; a Gemma által becsempészett droggal az összetört szívű Wendy túladagolja magát, ám életben marad.
Eközben a klub fegyverraktárát a rivális mexikói motoros banda, a Mayans felrobbantja, és a hatóságok is rászállnak a SAMCRO-ra. Jax kapcsolata elmélyül korábbi szerelmével, a városba visszatérő orvos Tarával (Maggie Siff). Gemma férje és a klub vezetője, Clay (Ron Perlman) is végzetes döntést hoz, amikor az egyik tagot, Opie-t (Ryan Hurst) – az ATF ügynök, June Stahl (Ally Walker) áskálódásai miatt – árulónak hiszi; legmegbízhatóbb emberével, a bandatag Tiggel (Kim Koates) megpróbálja megöletni Opie-t, de egy véletlen folytán annak felesége, Donna lesz a merénylet áldozata.

### Második évad (2009)
Egy fehér felsőbbrendűséget hirdető csoport (LOAN) Charmingba érkezik; vezetőjük, az üzletember Ethan Zobelle (Adam Arkin) és végrehajtó embere, A.J. Weston (Henry Rollins) ki akarja szorítani a SAMCRO-t a városból. Üzenetképpen Zobelle csapdába csalja és csoportosan megerőszakoltatja Gemmát, de ő ezt titokban tartja a többiek elől. Clay és Jax kapcsolata egyre jobban elmérgesedik Donna halála után, és Jax megkérdőjelezi a férfi vezetői döntéseit. Amikor egy autóba rejtett bomba kis híján végez az egyik taggal, Chibsszel (Tommy Flanagan), Clay az azonnali megtorlást választja, ami miatt Clay, Jax és több további bandatag börtönbe kerül.
Az évad végén a SAMCRO az „oszd meg és uralkodj” módszerrel legyőzi ellenfeleit, azonban újabb problémáik támadnak. Egy korábbi szövetségesük, Cameron Hayes, a radikális Valódi IRA tagja – aki Stahl ügynök félresikerült akciója és hazugságai miatt elveszítette fiát és a motoros bandát okolja mindezért – megöli az egyik bandatagot, Kip „Half Sack” Epps-t (Johnny Lewis) és elrabolja Abelt.

### Harmadik évad (2010)
Az előző évadban gyilkossággal vádolt Gemma Tiggel együtt demenciában szenvedő apja házában bujkál. A SAMCRO tagjai megtudják, hogy Abel Észak-Írországban van, ezért odautaznak; itt számos hamis baráttal és ellenséggel körülvéve, rengeteg halott árán sikerül megtalálniuk a gyermeket és visszavinni őt Charmingba. Stahl ügynök szövetséget köt Jaxszel a klub háta mögött; amikor mégis megpróbálja lebuktatni őt a többiek előtt, kiderül hogy tudtán kívül Jax beavatta társait az egyezség részleteibe (mert számított a nő árulására). Jax, Clay, Bobby, Tig, Juice és Happy börtönbe kerül, eközben Opie és Chibs megkeresi Stahl-t, akivel Opie, feleségét megbosszulva, személyesen végez.

## Szereplők
A Kemény motorosok a kaliforniai Charmingban élő Teller-Morrow családnak, továbbá a Sons of Anarchy Motorcycle Club Redwood Original Chapter (röviden SAMCRO) többi bandatagjának és az családjaiknak, a város többi lakójának, valamint a motoros banda törvényes és törvényen kívül álló riválisainak és ellenségeinek történetét követi.

### Főszereplők
| Szereplő                  | Színész           | Évad       | Évad       | Évad       | Évad       | Évad       | Évad       | Évad       |
| Szereplő                  | Színész           | 1          | 2          | 3          | 4          | 5          | 6          | 7          |
| ------------------------- | ----------------- | ---------- | ---------- | ---------- | ---------- | ---------- | ---------- | ---------- |
| Jackson „Jax” Teller      | Charlie Hunnam    | Főszereplő | Főszereplő | Főszereplő | Főszereplő | Főszereplő | Főszereplő | Főszereplő |
| Clarence „Clay” Morrow    | Ron Perlman       | Főszereplő | Főszereplő | Főszereplő | Főszereplő | Főszereplő | Főszereplő |            |
| Gemma Teller Morrow       | Katey Sagal       | Főszereplő | Főszereplő | Főszereplő | Főszereplő | Főszereplő | Főszereplő | Főszereplő |
| Tara Knowles-Teller       | Maggie Siff       | Főszereplő | Főszereplő | Főszereplő | Főszereplő | Főszereplő | Főszereplő |            |
| Alexander „Tig” Trager    | Kim Coates        | Főszereplő | Főszereplő | Főszereplő | Főszereplő | Főszereplő | Főszereplő | Főszereplő |
| Filip „Chibs” Telford     | Tommy Flanagan    | Főszereplő | Főszereplő | Főszereplő | Főszereplő | Főszereplő | Főszereplő | Főszereplő |
| Robert „Bobby” Munson     | Mark Boone Junior | Főszereplő | Főszereplő | Főszereplő | Főszereplő | Főszereplő | Főszereplő | Főszereplő |
| Kip „Half-Sack” Epps      | Johnny Lewis      | Főszereplő | Főszereplő |            |            |            |            |            |
| Juan Carlos „Juice” Ortiz | Theo Rossi        | Visszatérő | Főszereplő | Főszereplő | Főszereplő | Főszereplő | Főszereplő | Főszereplő |
| Harry „Opie” Winston      | Ryan Hurst        | Visszatérő | Főszereplő | Főszereplő | Főszereplő | Főszereplő |            |            |
| Piermont „Piney” Winston  | William Lucking   | Visszatérő | Főszereplő | Főszereplő | Főszereplő |            |            |            |
| Wayne Unser               | Dayton Callie     | Visszatérő | Visszatérő | Főszereplő | Főszereplő | Főszereplő | Főszereplő | Főszereplő |
| Neron „Nero” Padilla      | Jimmy Smits       |            |            |            |            | Visszatérő | Főszereplő | Főszereplő |
| Happy Lowman              | David LaBrava     | Vendég     | Vendég     | Visszatérő | Visszatérő | Visszatérő | Visszatérő | Főszereplő |
| Wendy Case                | Drea de Matteo    | Visszatérő |            |            | Visszatérő | Visszatérő | Visszatérő | Főszereplő |
| George „Ratboy” Skogstrom | Niko Nicotera     |            |            |            | Visszatérő | Visszatérő | Visszatérő | Főszereplő |

### Vendégszereplők
- Ally Walker – June Stahl ügynök (1–3. évad)
- Tom Everett Scott – Rosen (1–2. évad)
- Brian Van Holt – Kyle Hobart (1. évad)
- Adam Arkin – Ethan Zobelle (2. évad)
- Henry Rollins – A.J. Weston (2. évad)
- Mitch Pileggi – Ernest Darby (3. évad; 1–2. évadban visszatérő; 6. évadban vendégszereplő)
- Kenny Johnson – Herman Kozik (3–4. évad; 2. évadban vendégszereplő)
- Sonny Barger – Lenny „The Pimp” Janowitz (3–6. évad)
- Paula Malcomson – Maureen Ashby (3. évad)
- Stephen King – Bachman (3. évad)
- Rockmond Dunbar – Eli Roosevelt rendőr (4–6. évad)
- Danny Trejo – Romero „Romeo” Parada (4–5. évad)
- David Hasselhoff – Dondo (4. évad)
- Ray McKinnon – Lincoln Potter (4. évad)
- Marianne Jean-Baptiste – Vivica (4. évad)
- Benito Martinez – Luis Torres (5. évad; 4. évadban visszatérő szereplő)
- Walton Goggins – Venus Van Dam (5–7. évad)
- Donal Logue – Lee Toric (5–6. évad)
- Harold Perrineau – Damon Pope (5. évad)
- Marshall Allman – Devin Price (5. évad)
- CCH Pounder – Tyne Patterson (6–7. évad)
- Peter Weller – Charles Barosky (6–7. évad)
- Robert Patrick – Les Packer (6–7. évad)
- Kenneth Choi – Henry Lin (7. évad; 1. évadban vendégszereplő; 2–3. és 5–6. évadban visszatérő szereplő)
- Annabeth Gish – Althea Jarry rendőr (7. évad)
- Courtney Love – Ms. Harrison (7. évad)
- Michael Chiklis – Milo (7. évad)

### Visszatérő mellékszereplők
- Emilio Rivera – Marcus Alvarez
- Taylor Sheridan – David Hale rendőrfőnök-helyettes (1-3. évad)
- Jamie McShane – Cameron Hayes (1-3. évad)
- Dendrie Taylor – Luann Delaney (1-2. évad)
- Taryn Manning – Rita "Cherry" Zambell (1. és 3. évad)
- Sprague Grayden – Donna Winston (1. évad)
- Jay Karnes – Joshua Kohn ügynök (1. évad)
- Winter Ave Zoli – Lyla Winston (2-7. évad)
- McNally Sagal – Margaret Murphy (2-6. évad)
- Titus Welliver – Jimmy O'Phelan (2-3. évad)
- Michael Marisi Ornstein – Chuck Marstein (2-7. évad; 1. évadban vendégszereplő)
- Kurt Sutter – "Big" Otto Delaney (2–6. évad; 1. évadban vendégszereplő, stáblistán nem szerepel)
- Q'orianka Kilcher – Kerrianne Larkin-Telford (3. évad)
- Kim Dickens – Colette Jane (6–7. évad)
- Hayley McFarland – Brooke Putner (7. évad; 6. évadban vendégszereplő)
- Marilyn Manson – Ron Tully (7. évad)
- Tony Curran – Gaines (7. évad)

## Epizódok

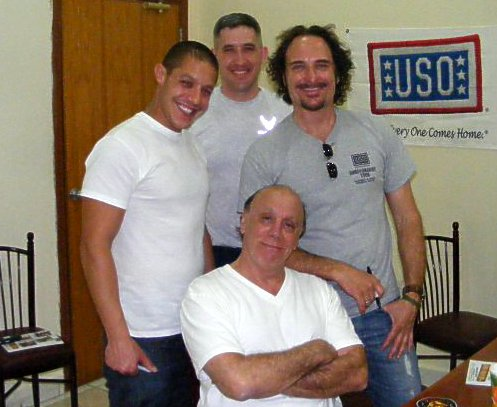
A szereplőgárda tagjai egy USO látogatás során Kuvaitban

| Évad          | Epizódok | Évad premier         | Évad finálé        | Átlagos nézőszám | DVD/Blu-ray kiadás dátuma |
| ------------- | -------- | -------------------- | ------------------ | ---------------- | ------------------------- |
| Első évad     | 13       | 2008. szeptember 3.  | 2008. november 26. | 2.21 millió      | 2009. augusztus 18.       |
| Második évad  | 13       | 2009. szeptember 8.  | 2009. december 1.  | 3.67 millió      | 2010. augusztus 31.       |
| Harmadik évad | 13       | 2010. szeptember 7.  | 2010. november 30. | 4.9 millió       | 2011. augusztus 30.       |
| Negyedik évad | 14       | 2011. szeptember 6.  | 2011. december 6.  | 5.45 millió      | 2012. augusztus 28.       |
| Ötödik évad   | 13       | 2012. szeptember 11. | 2012. december 4.  | 7.5 millió       | 2013. augusztus 27.       |
| Hatodik évad  | 13       | 2013. szeptember 10. | 2013. december 10. | 5 millió         | 2014. augusztus 26.       |
| Hetedik évad  | 13       | 2014. szeptember 9.  | 2014. december 9.  | 5 millió         |                           |

## Irodalmi hatás

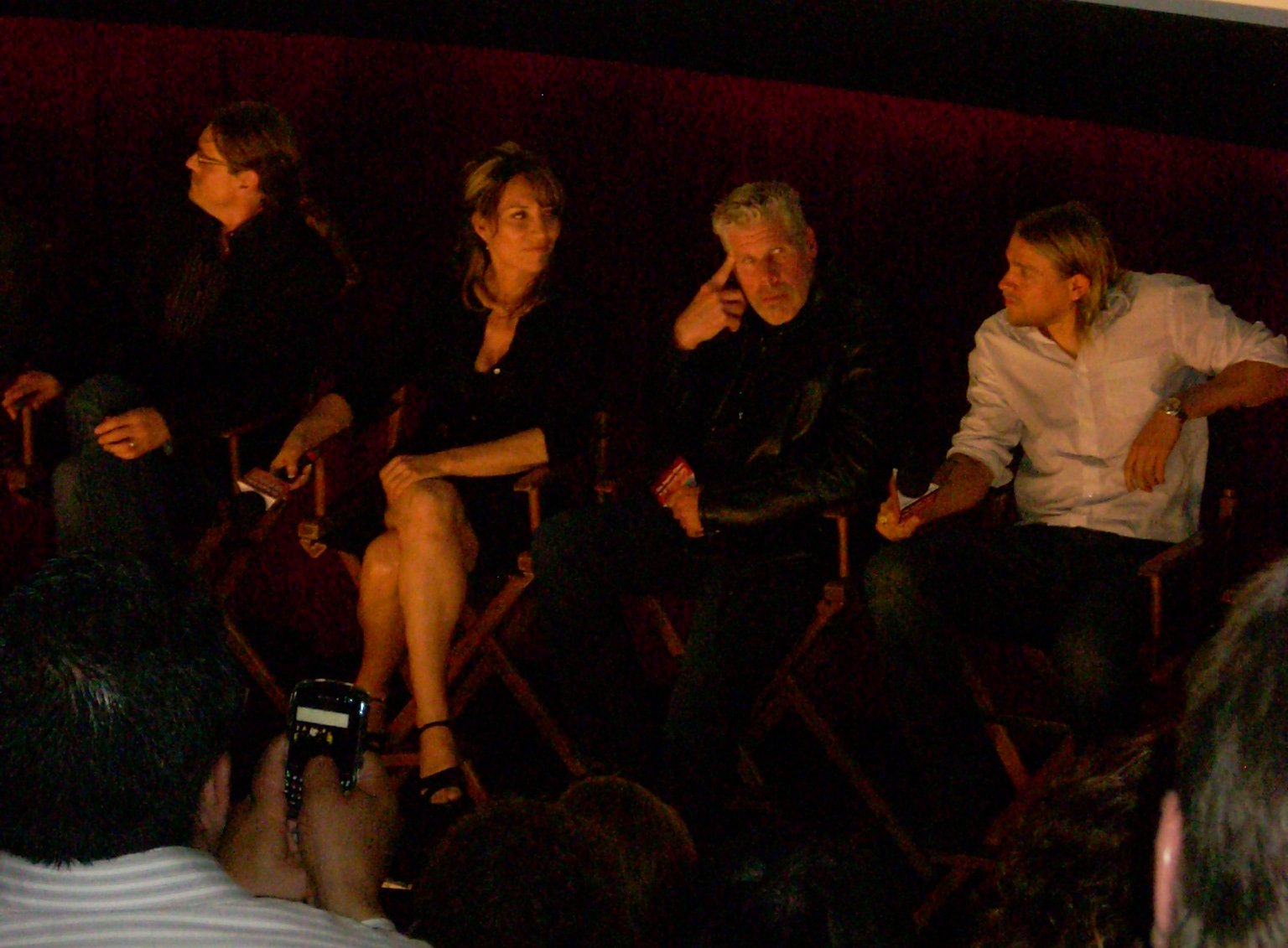
Balról jobbra: Kurt Sutter, Katey Sagal, Ron Perlman és Charlie Hunnam szereplők Los Angelesben egy a műsorral kapcsolatos eseményen

A családi dráma lazán kötődik Shakespeare Hamlet -jéhez. Clay Claudius király karakterén alapul míg Gemma egy Gertrud karakterén alapuló szereplő. Jax Hamlet herceg szerepében áll, ugyanakkor Opie és Tara is befolyásolva vannak Horatio és Ophelia karakterei által. Jax megkérdőjelezi az SOA hagyományait és kezd eltávolodni a klubtól, ami Hamlet a király halála miatt érzett melankóliájára utal. Ugyanakkor Jax „kommunikál” halott apjával, az apa kiadatlan naplója által. Hamlet is írásban kommunikál az apja szellemével. Sutter a következőket nyilatkozta a Shakespeare elemről: "Nem akarok rájátszani erre, de benne van a történetben. Jax apja volt a club alapítója, tehát ő a szellem a történetben. Nem a Hamlet egy változata, de határozottan a befolyása alatt áll." Ron Perlman úgy gondolja, hogy "ragaszkodni fognak a Hamlet szerkezetéhez egészen a sorozat végéig."

## Nemzetközi sugárzás
| Ország | Csatorna                 | Sorozat premier   |
| ------ | ------------------------ | ----------------- |
| CAN    | Super Channel            | Oct. 20, 2008     |
| PRT    | FX                       | 2009              |
| TUR    | FX                       | 2009              |
| FIN    | Sub                      | 2010              |
| ITA    | FX                       | 2009              |
| FRA    | M6                       | 2009              |
| ISR    | HOT 3                    | 2009              |
| GBR    | Five USA                 | 2009              |
| DEN    | TV2                      | March 3, 2010     |
| IRL    | RTÉ Two                  | 2010              |
| CRO    | Croatian Radiotelevision | 2010              |
| ESP    | Fox Crime                | February 15, 2010 |
| BUL    | bTV Cinema               | April 2, 2010     |
| BEL    | 2BE                      | April 8, 2010     |
| BRA    | FX                       | 2009              |
| NLD    | RTL7                     | November 21, 2010 |
| NZL    | TV3                      | October 20, 2010  |
| CZE    | Prima COOL               | January 2, 2011   |
| AUS    | Eleven                   | 2011              |
| HUN    | Cool TV                  | 2012              |

## Fordítás
- Ez a szócikk részben vagy egészben  a   Sons of Anarchy című angol Wikipédia-szócikk fordításán alapul.  Az eredeti cikk szerkesztőit annak laptörténete sorolja fel. Ez a jelzés csupán a megfogalmazás eredetét és a szerzői jogokat jelzi, nem szolgál a cikkben szereplő információk forrásmegjelöléseként.